# 전문가

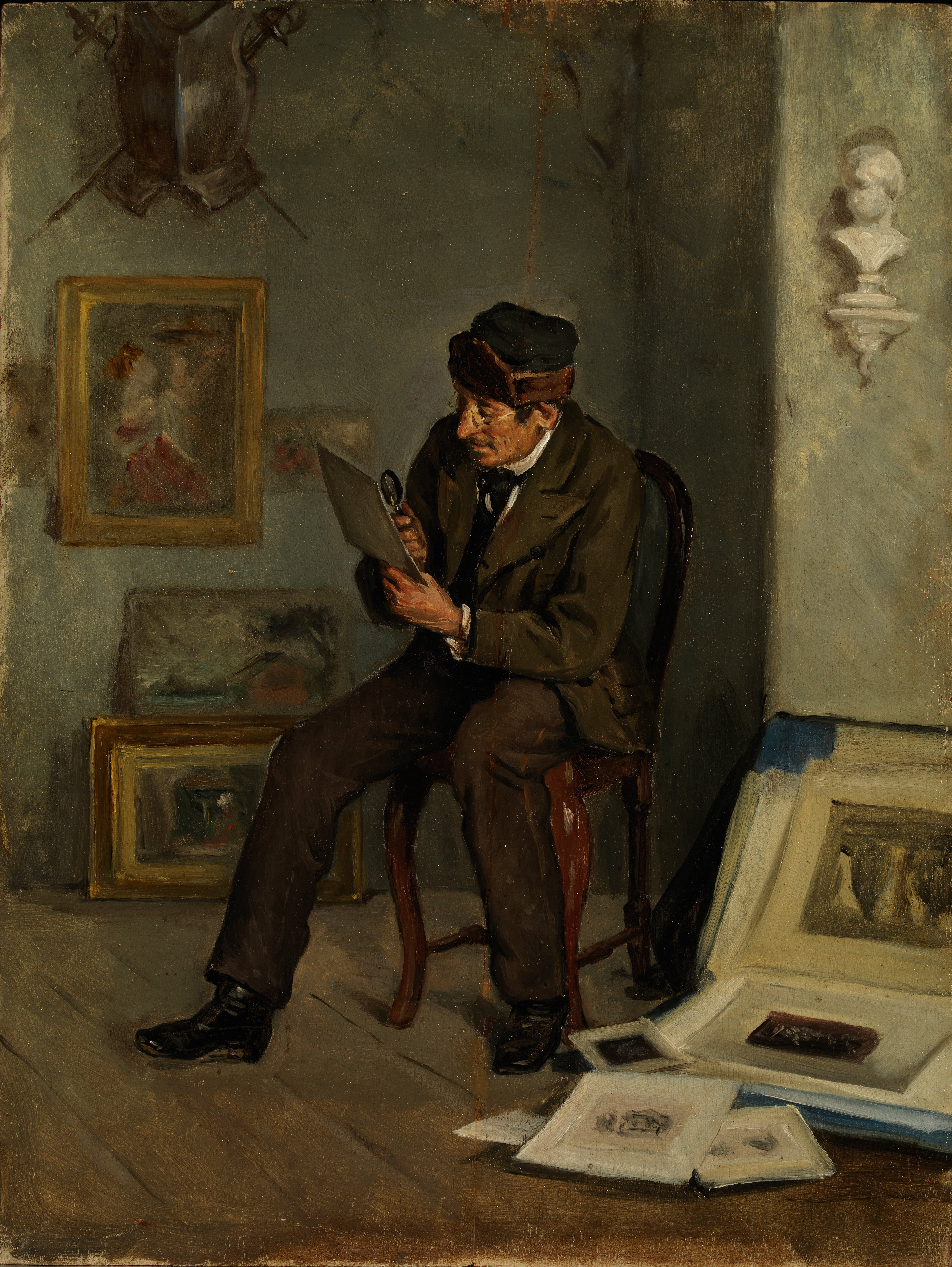

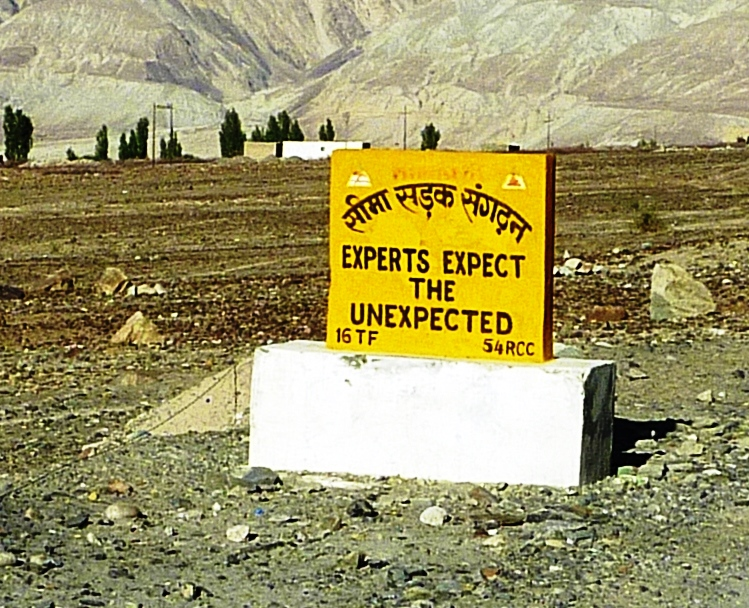
"전문가는 예측하지 못한 것을 예측한다". 인도 라다크 북부의 누브라밸리의 도로 표지판.

전문가(專門家)는 기술 · 예술 · 기타 특정 직역에 정통한 전문적인 지식과 능력이 있는 사람 또는 그 분야를 통달한 사람을 의미한다.

## 전문가와 사기꾼
다 그런 것은 아니지만, 전문가는 자신이 조사하고 연구한 것에 허점이 있을 수 있고, 아직 모르는 영역이 있을 수 있음을 인정하며 조심스럽게 말하는 반면, 사기꾼은 자신이 연구한 것이 충분한 근거가 없음에도 모두 사실인냥 말하는 차이점이 있다. 뇌과학과 기술 분야의 전문 리포터인 라피 레츠터는 "전문가는 자신이 아는 게 그리 많지 않다고 말하고 사기꾼들은 반대로 모든 것을 알거나 자신이 모든 것을 알고 있다고 착각한다"고 하였다.

## 같이 보기
- 박식가